# 真鍋順紀
真鍋 順紀（まなべ よしとし、1945年（昭和20年）4月13日 - ）は、日本の作曲家。実業家。元徳島文理大学音楽学部助教授。
国立音楽大学音楽学部作曲科卒業。徳島県三好市出身。

## 経歴
徳島県三好郡池田町ウエノ（現：三好市池田町ウエノ）出身。1968年（昭和10年）に
国立音楽大学音楽学部作曲科を卒業し、作曲を中村太郎、大橋幸夫に師事する。
大学を卒業後は徳島文理大学音楽学部の助教授となり、教鞭を執る傍ら、徳島県内で民謡や校歌などの作曲を多数手がけた。
また三好市の醬油製造会社である真鍋本家の社長を務めたほか、一般社団法人マナヅル文化ホール代表、三好市民第九合唱団団長、三次市教育委員会生涯学習講座講師などを歴任した。

## 作品

### 作曲
校歌・施設歌・市民歌
- 2006年 - 三好市立辻小学校
- 2012年 - 三好市立東祖谷小学校
- 2016年 - 阿南第九の会「市民の歌」
- 2017年 - 笑顔でつながる長生園[4]

民謡
- 箸蔵小唄
- 加羅宇多（からうた）姫エレジー
- ああ 田尾の城
- 在りし日の浜 辻の浜
- 三好長慶賛歌